# SN 2006ml
SN 2006ml – supernowa typu Ia odkryta 21 października 2006 roku w galaktyce A010843-0031. Jej maksymalna jasność wynosiła 22,87m.